# خرخرة (بهمنشير الشمالي)
خرخرة (بالفارسية: خرخره) هي قرية تقع في إيران في قسم بهمنشير الشمالي الريفي. يقدر عدد سكانها بـ 570 نسمة .